# 115801 Punahou
115801 Punahou este un asteroid din centura principală de asteroizi.

## Descriere
115801 Punahou este un asteroid din centura principală de asteroizi. A fost descoperit pe 23 octombrie 2003 la Junk Bond Observatory de David Healy (astronom). Asteroidul prezintă o orbită caracterizată de o semiaxă mare de 2,40 ua, o excentricitate de 0,15 și o înclinație de 0,6° în raport cu ecliptica.